# Ghoor
Het kasteel Ghoor of Nienghoor stond in het Nederlandse dorp Nunhem, provincie Limburg. De bewaard gebleven boerderij op de voorburcht is een rijksmonument.

## Naamgeving
De naam van het kasteel is afkomstig van het geslacht Van Ghoor, dat in de middeleeuwen het kasteel bewoonde. In de 19e eeuw werd het kasteel als Aldenghoor (‘Oud Ghoor’) aangeduid, maar dat zorgde voor verwarring met het gelijknamige slot in Haelen. De naam van het Nunhemse kasteel werd daarom aangepast naar Nienghoor, oftewel ‘Nieuw Ghoor’.
Het is overigens niet duidelijk welke van de twee kastelen daadwerkelijk het eerst is gebouwd. Wellicht wordt Nienghoor dus ten onterecht als het ‘nieuwe’ kasteel beschouwd.

## Geschiedenis
De oudste vermelding van het kasteel dateert uit 1416, maar het kasteel is vermoedelijk al in de eerste helft van de 13e eeuw gesticht door Engelbert de Jonge van Horn, een jongere broer van de heer van Horn. Engelberts nazaten vormden het geslacht Van Ghoor en zij bleven tot eind 15e eeuw de eigenaren van het kasteel. Kasteel Ghoor bezat een eigen leenhof waaraan de heerlijkheden Pol en Panheel waren verbonden.
Door vererving langs vrouwelijke lijn kwam Ghoor in handen van verschillende families, totdat het slot midden 16e eeuw terecht kwam bij de familie Van Millendonck. In de jaren 60 van de 17e eeuw verkocht deze familie het kasteel aan Hieronima Catharina gravin von Spaur, de weduwe van Hendrik van den Bergh. Na haar overlijden werd het door haar erfgenamen verkocht aan het geslacht Van Doerne.
In 1719 trouwde Anna Wilhelmina barones van Doerne met Gerard Assuerus Louis baron de Horion. Anna overleed reeds in 1720. Rond 1732 woonden de zusters van het Ommelse klooster Mariaschoot enkele jaren op het kasteel, nadat hun klooster was opgeheven door de Raad van State. De zusters lieten in 1735 in Nunhem een nieuw klooster bouwen.
De erfgenamen van Anna en Gerard verkochten in 1780 kasteel Ghoor aan de baron van Merwijck tot Kessel, die het doorgaf aan het geslacht De Keverberg. Deze familie bezat toen tevens Aldenghoor. Na het overlijden in 1903 van Karel George Clemens Joseph baron van Keverberg vererfde het goed naar baron Hugo de Weichs von Reiberg. Het kasteel zelf was al begin 19e eeuw afgebroken, maar de voorburcht met de boerderij was nog aanwezig en werd door De Weichs verkocht.

## Beschrijving
Het gehele kasteelcomplex was - inclusief de grachten – 130 bij 80 meter groot. De hoofdburcht zelf had een afmeting van ongeveer 40 bij 40 meter. De voorburcht was iets groter.

### Hoofdburcht
Uit 18e-eeuwse afbeeldingen blijkt dat kasteel Ghoor een vierhoekig slot was met een binnenplaats. De hoge hoofdvleugel, voorzien van trapgevels en een zadeldak, lag aan de achterzijde en had op beide hoeken een ronde toren met weergang en spits. Afgaande op de vensters dateerde deze vleugel uit de 15e eeuw. De vleugel die haaks op de hoofdvleugel stond, had een buitenmuur met speklagen, wat er op wijst dat deze vleugel in de 16e of 17e eeuw is aangepast. Op de hoek van de dwarsvleugel stond eveneens een ronde toren. De andere twee zijden van het kasteel bestonden uit lagere bouwdelen, met een opening naar de voorburcht. De gehele hoofdburcht was omgeven door een slotgracht.
Begin 19e eeuw was de hoofdburcht verdwenen en stonden er alleen nog muurdelen overeind die gebruikt werden als terrasmuur.

### Voorburcht
De voorburcht had een onregelmatige plattegrond en bevatte diverse gebouwen. De toegang lag aan de noordzijde, waar een vermoedelijk 17e-eeuwse poortgebouw van twee bouwlagen stond. Rondom de binnenplaats waren diverse dienstvleugels aanwezig. Naast de toegangsbrug tot de hoofdburcht stond een gebouw met aan de ene zijde een trapgevel en aan de andere zijde een driezijdige sluiting: mogelijk was dit een kapel. 
De huidige boerderij op de voorburcht is grotendeels in de 19e eeuw gebouwd en staat op de plek van de voormalige dienstvleugels.
De slotgracht is deels bewaard gebleven.
Aerwinkel · Kasteel Afferden · Aldt Huys · Aldenborgh · Kasteel Aldenghoor · Aldenhoven · Alte Burg · Kasteel Amstenrade · Slot Annendael · Kasteel Arcen · Baersdonck · Bakvliet · Baronsberg · Baxhof · Beegden ·  Benzenrade · Kasteel De Berckt · Kasteel Bethlehem · Beusdaelshof · Binsfeld · Huis Blankenberg · Kasteel Bleijenbeek · Blitterswijck · Boerlo · Bolberg · Bollenberg · Kasteel De Bongard · Borggraaf · Kasteel d'Erp · Kasteel Borggraaf · Kasteel Borgharen · Kasteel Born · Huis Bree · Breust · Kasteel Broekhuizen · Broekhuizen · Gracht Burggraaf · Kasteel De Burght · Kasteel Cartils · Cloppenburg (Oost-Maarland) · Kasteel Cortenbach · Huis De Dael · Dammerscheid · Kasteel De Bockenhof · De Donck (Sevenum) · De Donck (Swolgen) · De Dorth ·  Huis ten Dijcken · Kasteel Doenrade · De Doom · Douve · Douvenrade · De Dries · Kasteel Erenstein · Kasteel Eijsden · Eijsden · Einrade · Kasteel Elsloo · Ensenbroek · Eperhuis · Etzenraderhuuske · Exaten · Kasteel Eijckholt · Kasteel Eyckholt · Eys · Gastendonck · Kasteel Genbroek · Gebroken Slot · Kasteel Geijsteren · Kasteel Op Genhoes · Kasteel Genhoes · Genneperhuis · Kasteel Het Geudje · Kasteel Geulle · Kasteel Geusselt · Geijsteren · Gen Heck · Ghoor · Kasteel Goedenraad · Kasteel Grasbroek · Kasteel Groenendaal · Groethof · Groot Paarlo · Kasteel van Gronsveld · De Gun ·Kasteel Haeren · Kasteel Den Halder · Heerlaer · Heeze · Heijen · 's-Herenanstel · Kasteel Hillenraad · Kasteel Hoensbroek · Hoenshuis · Holstrate · Holtmühle · Huize Holtum · Kasteel Horn · De Horst · Huys ter Horst · Ten Hove (Grathem) · Ten Hove (Panningen) · Huis Brias · Huis Darth ·  Kasteel Hurpesch · Kasteel Sint-Jansgeleen · Kasteel Jerusalem · Kasteel Kaldenbroek · Den Kamp · Kasteel Karsveld · Kasteel Keverberg · Klein Paarlo · Klimmender Huuske · De Kolck · Koppelberg · Laar · Landsfort · Kasteel Lemiers · Kasteelruïne Lichtenberg · Kasteel Limbricht · Lonesteyn · Huize Lovendael · Mazenburg · Kasteel van Meerlo · Kasteel Meerssenhoven · Meezenbroek · Kasteel van Mheer · Middelaar · Kasteel Millen · Kasteel Montfort · Movert · Mulrode · De Munt · Château Neercanne · Kasteel Neubourg · Nienghoor · Huis Nierhoven · Kasteel Nieuwenbroeck · Nije Huys · Kasteel Nijenborgh · Kasteel Nijswiller · Nijthuysen · Kasteel Obbicht · Oedenrade · Kasteel Ooijen · Kasteel Oost (Valkenburg) · Kasteel Oost (Oost-Maarland) · Kasteel Ouborg · Overen · Kasteel Passarts-Nieuwenhagen · Prickenis · Prinsenhof · Puth · De Putting · Raath · De Raay · Ravenhof · Kasteel Reijmersbeek · Kasteel van Rijckholt · Kasteel Rivieren · Rodenbroek · Rosendaal · Kasteel Schaesberg · Kasteel Schaloen · Te Scharen · Schenkenburg · Kasteel Scheres · De Spijker (Geijsteren) · De Spijker (Leeuwen) · Huis Severen · Sibberhuuske · Château St. Gerlach · Spraland · Huis De Spyker · Huize Stalberg · Stalberg (Wellerlooi) · De Steeg · Kasteel Stein · Steinhagen · Steenen Huis · Stoel van Swentibold · Strijthagen (Landgraaf) · Strijthagen (Welten) · Struyver · Kasteel Terborgh · Terlinden (Wijnandsrade) · Terveurdt · Ter Weyer · Kasteel Ter Worm · De Tombe · Huis De Torentjes · Triest · Trippaert · Kasteel Vaalsbroek · Kasteel Vaeshartelt · Valkenburg · Vliek · De Vroenhof · Vrijburg · Kasteel Wambach · Warenberg · Well · Weyershof ·  Wijlre · Kasteel Wijnandsrade · Wijnandsrade · Wijnantshof · Wissegracht · Huize Witham · Kasteel Wittem · Wolfrath · Wylre